# 临港北路站
临港北路站（建设时工程名为向阳站）是济南轨道交通3号线的地铁车站，位于中华人民共和国山东省济南市历城区临港街道遥墙机场路地下，2024年11月22日投入运营。

## 出入口
车站共设置2个出入口。
| 編號     | 指示 |
| -------- | ---- |
| 出口 · B |      |
| 出口 · C |      |

### 临近地点
- 济南市技师学院
- 首创向阳城
- 向阳村村委会
- 空港新城